# The Committee on Credentials
The Committee on Credentials é um filme dramático de 1916 com Harry Carey. O filme mudo foi baseado no romance The Pride of Palomar de Peter B. Kyne.

## Elenco
- Harry Carey ... Ballaret Bill
- George Berrell ... Don Bleeker
- Neal Hart ... Chuck Walla Bill
- Joe Rickson ... Clem
- Olive Carey ... Josephine (como Olive Fuller Golden)
- Elizabeth Janes ... Peter Boy